# Liste der Tourismusregionen in Tirol
Diese Liste nennt die Tourismusregionen in Tirol.

## Hintergrund
In Tirol bestehen 34 Tourismusverbände (Stand 2020), die als Körperschaft des öffentlichen Rechts organisiert sind. Sie sind jeweils für eine Tourismusregion zuständig. Die Verbände wurden durch Verordnung der Landesregierung errichtet. Sie dienen der Förderung des Tourismus in der jeweiligen Region. Rechtsgrundlage sind §§ 20 und 21 des Tiroler Tourismusgesetzes von 2006.

## Liste
| Verband                                                                  | Sitz                  | Orte oder Gemeinden | Anmerkung                                                             |
| ------------------------------------------------------------------------ | --------------------- | --- | --------------------------------------------------------------------- |
| Achensee                                                                 | Maurach               | Achenkirch, Maurach - Eben am Achensee, Pertisau - Eben am Achensee, Steinberg am Rofan, Wiesing |                                                                       |
| Alpbachtal und Tiroler Seenland                                          | Voldöpp               | Alpbach, Brandenberg, Breitenbach am Inn, Brixlegg, Kramsach, Kundl, Münster, Radfeld, Rattenberg, Reith im Alpbachtal |                                                                       |
| Erste Ferienregion im Zillertal Fügen - Kaltenbach                       | Fügen                 | Aschau im Zillertal, Bruck am Ziller, Fügen, Fügenberg, Hart im Zillertal, Kaltenbach, Ried im Zillertal, Schlitters, Strass im Zillertal, Stumm, Stummerberg, und Uderns. |                                                                       |
| Ferienregion Hohe Salve                                                  | Wörgl                 | Angath, Angerberg, Hopfgarten/Kelchsau im Brixental, Itter, Kirchbichl, Mariastein, Wörgl |                                                                       |
| Imst Tourismus                                                           | Imst                  | Imst, Imsterberg, Karres, Karrösten, Mils bei Imst, Nassereith, Roppen, Schönwies, Tarrenz |                                                                       |
| Innsbruck und seine Feriendörfer                                         | Innsbruck             | Aldrans, Ampass, Axams/Axamer Lizum, Birgitz, Ellbögen, Flaurling, Gries im Sellrain/Praxmar, Grinzens, Götzens, Hatting, Igls/Vill, Innsbruck, Inzing, Kematen in Tirol, Lans, Mieming, Mutters, Mötz, Natters, Oberhofen im Inntal, Oberperfuss, Obsteig, Patsch, Pettnau/Leiblfing, Pfaffenhofen, Polling in Tirol, Ranggen, Rietz, Rinn, Rum, Sellrain, Silz (ohne Kühtai), Sistrans, St. Sigmund im Sellrain/Haggen, Stams, Telfs (ohne Mösern), Unterperfuss, Völs, Wildermieming, Zirl |                                                                       |
| Kaiserwinkl                                                              | Kössen                | Kössen, Rettenschöss, Schwendt, Walchsee |                                                                       |
| Kitzbühel Tourismus                                                      | Kitzbühel             | Aurach bei Kitzbühel, Jochberg, Kitzbühel, Reith bei Kitzbühel |                                                                       |
| Kitzbüheler Alpen - Brixental                                            | Kirchberg in Tirol    | Brixen im Thale, Kirchberg in Tirol, Westendorf |                                                                       |
| Kitzbüheler Alpen - St. Johann i.T. - Oberndorf - Kirchdorf - Erpfendorf | St. Johann in Tirol   | Erpfendorf, Kirchdorf in Tirol, Oberndorf in Tirol, St. Johann in Tirol |                                                                       |
| Kufsteinerland                                                           | Kufstein              | Bad Häring, Ebbs, Erl, Langkampfen, Niederndorf, Niederndorferberg, Schwoich und Thiersee | Der Tourismusverband wurde bis Juni 2015 Ferienland Kufstein genannt. |
| Lechtal Tourismus                                                        | Untergiblen           | Bach, Elbigenalp, Elmen, Forchach, Gramais, Hinterhornbach, Holzgau, Häselgehr, Kaisers, Pfafflar, Stanzach, Steeg, Vorderhornbach |                                                                       |
| Mayrhofen                                                                | Mayrhofen             | Brandberg, Ginzling, Hainzenberg, Hippach, Mayrhofen, Ramsau im Zillertal, Schwendau |                                                                       |
| Naturparkregion Reutte                                                   | Reutte                | Breitenwang, Ehenbichl, Höfen, Lechaschau, Musau, Pflach, Pinswang, Reutte, Vils, Weißenbach am Lech, Wängle |                                                                       |
| Osttirol                                                                 | Lienz                 | Abfaltersbach, Ainet, Amlach, Anras, Assling, Außervillgraten, Dölsach, Gaimberg, Heinfels, Hopfgarten in Defereggen, Innervillgraten, Iselsberg-Stronach, Kals am Großglockner, Kartitsch, Lavant, Leisach, Lienz, Matrei in Osttirol, Nikolsdorf, Nußdorf-Debant, Oberlienz, Obertilliach, Prägraten am Großvenediger, Schlaiten, Sillian, St. Jakob in Defereggen, St. Johann im Walde, St. Veit in Defereggen, Strassen, Thurn, Tristach, Untertilliach, Virgen                           |                                                                       |
| Ötztal Tourismus                                                         | Sölden                | Haiming, Längenfeld, Ober- und Hochgurgl, Sautens, Sölden, Umhausen, Ötz |                                                                       |
| Paznaun - Ischgl                                                         | Ischgl                | Galtür, Ischgl, Kappl, Pians, See |                                                                       |
| Pillerseetal                                                             | Fieberbrunn           | Fieberbrunn, Hochfilzen, St. Jakob in Haus, St. Ulrich am Pillersee, Waidring |                                                                       |
| Pitztal                                                                  | Wenns                 | Arzl im Pitztal/Wald, Jerzens, Piller/Fließ, St. Leonhard im Pitztal, Wenns |                                                                       |
| Region Hall-Wattens                                                      | Hall in Tirol         | Hall in Tirol, Absam, Baumkirchen, Fritzens, Gnadenwald, Mils, Thaur, Tulfes, Volders, Wattenberg und Wattens |                                                                       |
| Olympiaregion Seefeld                                                    | Seefeld in Tirol      | Leutasch, Mösern und Buchen, Reith bei Seefeld, Scharnitz, Seefeld in Tirol |                                                                       |
| Serfaus - Fiss - Ladis                                                   | Serfaus               | Fiss, Ladis, Serfaus |                                                                       |
| Silberregion Karwendel                                                   | Schwaz                | Buch in Tirol, Gallzein, Jenbach, Kolsass, Kolsassberg, Pill, Schwaz, Stans, Terfens, Vomp, Weer, Weerberg |                                                                       |
| St. Anton am Arlberg                                                     | St. Anton am Arlberg  | Flirsch, Pettneu am Arlberg, Schnann, St. Anton am Arlberg, Strengen |                                                                       |
| Stubai Tirol                                                             | Neustift im Stubaital | Fulpmes, Mieders, Neustift im Stubaital, Schönberg im Stubaital, Telfes im Stubai |                                                                       |
| Tannheimer Tal                                                           | Tannheim              | Grän, Jungholz, Nesselwängle, Gaicht, Schattwald, Tannheim, Zöblen |                                                                       |
| Tirol West                                                               | Landeck               | Fließ, Grins, Landeck, Stanz bei Landeck, Tobadill, Zams |                                                                       |
| Tiroler Oberland                                                         | Ried im Oberinntal    | Faggen, Fendels, Kaunerberg, Kaunertal, Kauns, Nauders, Pfunds, Prutz, Ried im Oberinntal, Spiss, Tösens mit Schöneck, Tschupbach, Untertösens |                                                                       |
| Tiroler Zugspitz Arena                                                   | Ehrwald               | Berwang, Biberwier, Bichlbach, Ehrwald, Heiterwang, Lermoos, Lähn/Wengle, Namlos |                                                                       |
| Tux - Finkenberg                                                         | Tux                   | Finkenberg, Tux |                                                                       |
| Wilder Kaiser                                                            | Ellmau                | Ellmau, Going am Wilden Kaiser, Scheffau am Wilden Kaiser, Söll |                                                                       |
| Wildschönau                                                              | Wildschönau           | Wildschönau |                                                                       |
| Wipptal                                                                  | Steinach am Brenner   | Gries am Brenner, Gschnitz, Matrei am Brenner, Mühlbachl, Navis, Obernberg am Brenner, Pfons, Schmirn, Stafflach, Steinach am Brenner, Trins, Vals |                                                                       |
| Zell - Gerlos, Zillertal Arena                                           | Zell am Ziller        | Gerlos, Gerlosberg, Hainzenberg, Rohrberg, Zell am Ziller, Zellberg |                                                                       |